# リンカンシャーの花束
リンカンシャーの花束（Lincolnshire Posy）は、オーストラリア出身の作曲家パーシー・グレインジャーによる吹奏楽のための組曲である。

## 概説
吹奏楽の優れたレパートリーを求めていた指揮者エドウィン・フランコ・ゴールドマン（en:Edwin Franko Goldman）の委嘱により、1937年初めに作曲された。
スコアに「ルーシー・E・ブロードウッドとパーシー・オルドリッジ・グレインジャーによってイングランドのリンカンシャーで集められたイングランド民謡に基づき、吹奏楽のために編曲された」とあるように、イングランド東部のリンカンシャー地方で採取された6曲の民謡を基にしている。5曲はグレインジャー自身が1905年から1906年にかけて蝋管式録音機を使って採譜し、1曲はイギリスの民俗学者ルーシー・ブロードウッド（en:Lucy Broadwood）が採譜した。
作曲にあたって、グレインジャーはその民謡を歌っていたそれぞれの歌い手の歌い方で再現しようとした。そのため不規則なリズムの変動や間延び、節回しを、変拍子や装飾音符を多用して描いている。
1938年にはグレインジャー自身による2台ピアノ用編曲も書かれている。

## 初演
公式な初演は、1937年3月7日、ウィスコンシン州ミルウォーキーで開催されたアメリカ吹奏楽指導者協会（en:American Bandmasters Association）全国大会にて、作曲者自身の指揮、ミルウォーキー・シンフォニック・バンドの演奏による。
初演に先立つ2月8日に、マイアミ高校（en:Miami High School）の講堂にて、作曲者の指揮、マイアミ大学シンフォニック・バンドの演奏により3曲が試演されている。

## 演奏時間
15分

## 編成
| 木管 | 木管                               | 金管 | 金管      | 弦・打 | 弦・打                                                                |
| ---- | ---------------------------------- | ---- | --------- | ------ | --------------------------------------------------------------------- |
| Fl.  | 2, Picc.                           | Tp.  | 3         | Cb.    | ●                                                                     |
| Ob.  | 2, C.A.                            | Hr.  | 4         | Timp.  | ●                                                                     |
| Fg.  | 2, Cfg.                            | Tbn. | 2, Bass 1 | 他     | B.Dr., Cymb. (crash/sus), S.Dr., Xylo., Glock., Tub.Chimes, Handbells |
| Cl.  | 3, E♭Cl., Alto, Bass               | Bar. | ●, Eup.   | 他     | B.Dr., Cymb. (crash/sus), S.Dr., Xylo., Glock., Tub.Chimes, Handbells |
| Sax. | Sop. 1 Alt. 2 Ten. 1 Bar. 1 Bass 1 | Tub. | ●         | 他     | B.Dr., Cymb. (crash/sus), S.Dr., Xylo., Glock., Tub.Chimes, Handbells |

## 出版
1940年、アメリカのシャーマー（en:G. Schirmer）から出版。ただし、ミスプリントが多いことから、現在ではフレデリック・フェネルによる校訂版（1987年）が使用されるのが一般的となっている。

## 構成
第1曲 リスボン（船乗りの歌）　Lisbon (Sailor's Song)
楽譜では「ダブリン湾」（"Dublin Bay"）と表記。リンカンシャー、ヒボルドストウ（Hibaldstow）のディーン氏（Mr. Dean）の歌による。
対旋律の「マールバラ公」（"The Duke of Marlborough"）はブロードウッドが採譜したサセックス、ホーシャム（Horsham）のバーストウ（Mr.Barstow）氏の歌による。
冒頭から複調を用いて軽快な旋律が奏される。
第2曲 ホークストウ農場（守銭奴とその召使い：地方の悲劇） Horkstow Grange' (The Miser and His Man - a local tragedy)
ノースリンカンシャー、ゴックスヒル（Goxhill）のジョージ・グールドソープ（George Gouldthorpe）の歌による。
緩徐楽章にあたり、コラール風の歌が続く。
第3曲 ラフォード公園の密猟者（密猟の歌） Rufford Park Poachers (Poaching Song)
リンカンシャー、サクスビー・オール・セインツ（Saxby All Saints）のジョゼフ・テイラー（Joseph Taylor）の歌による。
全曲の中でも特に挑戦的な楽章。木管楽器のソリでカノン風に始まる。中間部では低音に半音下降の動機が現れ、劇的に高揚する。途中でソロを奏する楽器を、フリューゲルホルンとソプラノサクソフォンとする二つの版がある。
第4曲 元気な若い水夫（恋人と結婚するために帰郷） The Brisk Young Sailor (who returned to wed his True Love)
リンカンシャー、バートン・オン・ハンバー（Barton-on-Humber）のトンプソン夫人（Mrs. Thompson）の歌による。
快活なスケルツォ風の音楽で、木管に現れる主題が変奏されていく。
第5曲 メルボルン卿（戦いの歌） Lord Melbourne (War Song)
リンカンシャー、バートン・オン・ハンバーのジョージ・レイ（George Wray）の歌による。
民謡の節回しを再現するため、冒頭には小節線が切られていない。
第6曲 行方不明のお嬢さんが見つかった（踊りの歌） The Lost Lady Found (Dance Song)
ルーシー・ブロードウッドが自身の乳母から採譜した歌による。
冒頭に現れる主題に基づき、パッサカリア風に変奏が重ねられていく。『緑の茂み』（"Green Bushes"、1921年）と、主題の形やその扱いに類似が見られる。